# گویک، کورنوال
گویک (به انگلیسی: Gweek) یک روستا و محله مدنی در بریتانیا است که در کورنوال واقع شده‌است. گویک ۵۸۱ نفر جمعیت دارد.